# TSV Eller 04
Die Turn- und Sportvereinigung Eller 04 ist ein im Süden der nordrhein-westfälischen Landeshauptstadt Düsseldorf ansässiger Sportverein mit den Abteilungen Fußball, Handball, Turnen und Freizeitsport/Boule.
Neben diversen Hallensportstätten im Einzugsbereich betreibt der Verein im Rahmen eines Miet- und Pflegevertrages mit der Stadt Düsseldorf die Bezirkssportanlage Vennhauser Allee 129, Trainings- und Spielstätte der 20 Jugend- und vier Senioren-Fußballmannschaften.

## Chronik
1920 gründete sich aus den Vereinen Turnerbundes Germania 04, Eller Sportclub, Fußballklub Preußen 1911 und Sportvereinigung 1912 die Turn- und Sportvereinigung Eller 04. Der Sportbetrieb fand auf dem Platz des 1911 gegründeten Fußballclubs Preußen an der Gumbertstraße in Eller statt – in den Vereinsfarben des Eller Sportklubs 1912: Rot-Schwarz.
Zunächst erreichten die Fußballer des Vereins überregionale Bedeutung, als sie nach einem 6:2-Sieg (1:2) gegen den VfL Benrath 1924 den Aufstieg in die Sonderklasse (damals höchste Spielklasse) schafften und ein Jahr später gegen den FC Schalke 04 um die Westdeutsche Kreisligameisterschaft spielten. Die Handballer standen 1927 u. a. mit Polizei Dortmund und SW Barmen in der Endrunde um die Ruhrbezirksmeisterschaft. 1929 zog der Verein von der alten zur heutigen Anlage um, erstellte bald zwei weitere Sportplätze und hatte zu Beginn der 1930er-Jahre 5–6 Senioren-, 12–14 Jugend- und 5–6 Handballmannschaften aufzuweisen.
Abteilungen wie Radfahren, Boxen und Leichtathletik schlossen sich im Laufe der Zeit dem Verein an, konnten sich jedoch nicht dauerhaft etablieren und lösten sich wieder auf.
1948 zählte man 12.000 Zuschauer in Eller bei der 0:2-Niederlage in der Aufstiegsqualifikation zur höchsten Amateurliga gegen den Homberger SV. Im darauffolgenden Jahr gelang der Sprung in die Verbandsliga Niederrhein. Nach den Vertragsspielervereinen Fortuna 95 und VfL Benrath galt die TSV Eller 04 nun einige Jahre als Düsseldorfs Amateurmannschaft Nr. 1, bevor mit dem Abstieg 1960 in die Landes- und im folgenden Jahr in die Bezirksliga der Abschied in die unteren Liga-Regionen begann. Erst 1966 gelang die Landesliga-Rückkehr.
Die 1. Herren-Handballmannschaft konnte nach dem Krieg an die vergangenen Erfolge zunächst nicht anknüpfen, erst 1987 erreichte sie mit dem Landesliga-Aufstieg wieder eine Bedeutung über die Stadtgrenzen hinaus, übertroffen in den Folgejahren noch von den Damen, die sogar bis in die Verbandsliga kletterten und 1983 nur knapp an der Oberliga-Qualifikation scheiterten. 2010 erspielten sie unter der Bezeichnung HSG Eller 90 den Wiederaufstieg in die Landesliga; seit 1990 sind die Handballer der TSV Eller 04 in einer Spielgemeinschaft mit DJK Eller (HSG Eller 90) verbunden.
Ins Jubiläumsjahr 1974 fielen die Einweihung des neuen Clubhauses sowie der Umkleideanlagen, aber auch der Abstieg der Fußballer in die Bezirksliga. Der prompte Wiederaufstieg glückte zwar, doch mit dem Abstieg im Jahr darauf war die Landesliga-Zugehörigkeit endgültig vorbei. An alte, erfolgreichere Zeiten wieder anzuknüpfen misslang 1983 und 1986 mit den nicht zum Aufstieg berechtigenden Vizemeisterschaften; 1983 hätte ein Heimunentschieden gegen Mülheim 07 gereicht; es setzte jedoch eine 0:1-Niederlage. Letztmals wohnten 2000 Zuschauer einem Meisterschaftsspiel bei. 1990 stiegen alle drei Fußball-Seniorenmannschaften aus ihren Klassen (Bezirksliga, Kreisliga A, Kreisliga B) ab.
Nach der Etablierung in der Kreisliga A schien es im Jahre 1996 wieder aufwärtszugehen, doch selbst ein Sechs-Punkte-Vorsprung im Frühjahr 1997 reichte nicht, um vor dem Lokalrivalen FC Tannenhof das Ziel zu erreichen, spätere Versuche scheiterten an Viktoria Düsseldorf, Germania Hochdahl und Eintracht 05, dagegen stieg 2000 das Reserveteam sogar in die Parallelgruppe auf.
Im Jubiläumsjahr 2004 schaffte es der Verein, acht Punkte Rückstand auf den Tabellenführer TSV Urdenbach wettzumachen und im letzten Spiel die Meisterschaft zu gewinnen. Zwar folgte der Abstieg postwendend, doch 2008 gelang die Rückkehr in die Bezirksliga mit anschließender Erringung der Vizemeisterschaft 2009 hinter dem Traditionsklub VfR Neuss. In der Saison 2009/10 feierte die TSV Eller 04 aufgrund der vorzeitig errungenen Meisterschaft nach 34 Jahren Abwesenheit wieder die Rückkehr in die Landesliga. Drei Jahre später stieg die erste Mannschaft in die Bezirksliga wieder ab. 2018 missglückte die Rückkehr in die Landesliga nach Niederlagen in den beiden Relegationsspielen gegen die Holzheimer SG.
Im Niederrheinpokal drang die erste Mannschaft als Achtligist bis in die 3. Runde vor und unterlag am 10. Oktober 2009 dem Drittligisten Wuppertaler SV nach 1:2-Zwischenstand mit 1:5 – durchaus strittige Tore der Gäste verhinderten dabei eine mögliche Sensation. 2011 unterlag man in der 2. Runde dem VfB Speldorf knapp mit 0:1.

## Der Verein heute
Aus den Jugend-Mannschaften von Eller 04 gingen namhafte Spieler hervor; genannt seien neben der Nationalspielerin und mehrmaligen Bundesliga-Torjägerin Inka Grings die späteren Fortuna-Profis Jörg Schmadtke und Robert Niestroj sowie Josef Nachtigall. 
Der Verein besitzt ein eigenes Clubhaus direkt an der Sportanlage Vennhauser Allee, verfügt über einen renovierten Umkleidekabinentrakt, zwei Natur- und einen Kunstrasenplatz, ein Handball-Kleinspielfeld, Leichtathletikanlagen inklusive einer 400-m-Rundbahn sowie ein Boule-Spielfeld.
Seit 1996 veröffentlicht die TSV Eller 04 regelmäßig zu jedem Heimspiel der 1. Fußballmannschaft das Programm- und Vereinsheft Schackett.

## Erfolge
- 1955 Aufstieg in die Verbandsliga (Fußball)- damals höchste Amateur-Spielklasse
- 1987 Aufstieg in die Landesliga (Handball)
- 2009 In der dritten Runde auf Niederrhein-Ebene gegen den Drittligisten Wuppertaler SV ausgeschieden
- 2010 Aufstieg in die Landesliga (Fußball)
- 2010 Aufstieg in die Landesliga (Damen-Handball)